# ابومسحل اعرابی
ابومِسحَل اَعرابی با نام اصلی عبدالوهّاب بن جَریش (؟ -۸۳۹م) زبان‌شناس نحوی، قرائت‌شناس و شاعر بدوی نجدی در سدهٔ دوم و اوایل سوم هجری بود. او از بدویان بنی‌ربیعه بود و در کوفه از کسایی کبیر نحو آموخت. مدت بسیاری هم‌دم او بود و از یارانش شمرده می‌شد. به بغداد درآمد و نزد حسن بن سهل جایگاهی یافت. سپس در مسجد السُویقهٔ بغداد، به قرائت قرآن می‌پرداخت و به مردم آموزش می‌داد. میان او و اصمعی مناظراتی جریان داشته. جز کتاب النوادر از دیگر آثار او چیزی نرسیده است.